# Bathyporeia watkini
Bathyporeia watkini is een vlokreeftensoort uit de familie van de Bathyporeiidae. De wetenschappelijke naam van de soort is voor het eerst geldig gepubliceerd in 2005 door d'Udekem d'Acoz, Echchaoui & Menioui.